# Supercopa Gibralteña 2007
La Supercopa Gibralteña del 2007 fue una competición que se disputó a partido único en el Estadio Victoria el 1 de octubre del 2007. Se enfrentaron el campeón de la Gibraltar Football League 2006/07 y de la Rock Cup 2006/07, el Lincoln fue campeón al ganarle 3:1 al Manchester 62.
|           | - |                 |
| Lincoln 3 | - | Manchester 62 1 |
| --------- | - | --------------- |

|                   |
| Campeón           |
| Lincoln 4º título |